# Педро Тельес-Хирон-и-де-ла-Куэва
Педро Тельес-Хирон де ла Куэва Веласко-и-Толедо (исп. Pedro Téllez-Girón y de la Cueva; 29 июля 1537, Осуна — 13 сентября 1590, Мадрид) — испанский дворянин, политик и военачальник, 1-й герцог Осуна, 5-й граф Уруэнья, 5-й сеньор де Ольвера, гранд Испании.

## Биография
Родился 29 июля 1537 года в Осуне. Единственный сын Хуана Тельеса-Хирона (1494—1558) и его жены Марии де ла Куэва-и-Толедо из дома герцогов Альбукерке.
Педро Тельес-Хирон, граф Уруэнья, сделал придворную и политическую карьеру на службе у Филиппа II, в значительной степени опираясь на свое огромное наследство, одно из крупнейших среди испанской знати.
Он унаследовал титулы своего отца в 1558 году, а 5 февраля 1562 года король Испании Филипп II присвоил ему титул герцога Осуна вместе с дополнительным титулом маркиза Пеньяфиэля для его старших потомков мужского пола. В 1582 году он был назначен вице-королем Неаполя и занимал эту должность до 1586 года.
Он служил послом в Португалии (1579 г.), сотрудничая с Кристобалем де Моура, чтобы способствовать объединению Португалии с Испанией. Он стремился возглавить армию, оккупировавшую португальское королевство, и был глубоко оскорблен назначением герцога Альбы для этой задачи.
В качестве компенсации в октябре 1580 года ему была доверена почетная задача председательствовать над кортежем, который должен был перевезти тело королевы Анны Австрийской, умершей в Бадахосе, в монастырь Эль-Эскориал, а через несколько месяцев он был награжден должностью вице-короля Неаполя. Согласно биографии Грегорио Лети, он забрал своего восьмилетнего внука Педро, но документ, подтверждающий это, отсутствует.
Он поручил Херонимо Гудиэлю написать книгу по истории семьи Хирон, изданную в Алькала-де-Энарес в 1577 году: Сборник некоторых историй Испании, где рассматриваются многие древности, достойные памяти, и, особенно, новости о старой семье семья Хирон и многие другие родословные.
Педро Тельес-Хирон женился в январе 1552 года на Леонор Ане де Гусман-и-Арагон (ок. 1540 — 23 ноября 1573), дочери Хуана Альфонсо Переса де Гусмана, 6-го герцога Медина-Сидония (1502—1558), и Анны де Арагон. У супругов родилось одиннадцать детей. 2 февраля 1575 года он снова женился, на этот раз на своей кузине Изабель де ла Куэва-и-Кастилья (+ 1618), от которой у него было еще двое детей.
Среди его детей от первого брака у него были:
- Мария Тельес-Хирон (1553—1608) вышла замуж за Хуана Фернандеса де Веласко, 5-го герцога Фриаса (ок. 1550—1613)
- Хуан Тельес-Хирон-и-Перес-Гусман (1554—1600), 2-й герцог Осуна
- Ана Тельес-Хирон (1558-?), замужем за Фернандо Энрикесом, 4-м маркизом Тарифа (1565—1590).

Сообщается, что, будучи уже герцогом, у него был внебрачный сын, известный как театральный писатель Тирсо де Молина (1579—1648).
Он умер в возрасте 53 лет, 1 месяца и 19 дней и был похоронен в Часовне Гроба Господня Соборной церкви (Осуна, провинция Севилья).